# 다화싼루역
다화싼루역(중국어: 大华三路站)은 중화인민공화국 상하이시 바오산구 화링로 다화싼로에 위치한 상하이 지하철 7호선의 지하역으로 2009년 12월 5일에 개장되었다.

## 역 구조
7호선 역은 지하 섬식 승강장이다.
| 지면층   | 출구                            | 1-3출구                               |
| 지하 1층 | 대합실                          | 개집표기, 자동매표기, 유인 안내데스크 |
| 지하 2층 | ←                               | ■7호선 메이란후 방면 (싱즈루)         |
| 지하 2층 | 섬식 승강장, 왼쪽 출입문이 열림 |                                       |
| 지하 2층 | →                               | ■7호선 화무루 방면 (신춘루)           |

## 역 출구
|          |                                              |      |  |
| 출구     | 출구 인근                                    | 사진 |  |
| 1번 출구 | 화링로(华灵路) 동측, 다화싼로(大华三路) 남측 |      |  |
| 2번 출구 | 화링로 동측, 이화위안로(怡华苑路) 북측       |      |  |
| 3번 출구 | 화링로 서측, 다화싼로 남측                   |      |  |

## 연결 교통
68, 78, 112구간, 165, 206, 510, 547, 737, 738, 762, 923, 937, 951, 베이안선 구간

## 역 인근
- 상하이 다화 초등학교(上海市大华小学)

 위키미디어 공용에 다화싼루역 관련 미디어 분류가 있습니다.